# Istituto di storia dell'Europa mediterranea
Costituito nel 2001, l'Istituto di storia dell'Europa mediterranea (ISEM) del Consiglio Nazionale delle Ricerche (CNR) è unità organizzativa afferente al Dipartimento Identità Culturale e collabora in modo organico con il Dipartimento Patrimonio Culturale.
L'Istituto ha la sua direzione a Cagliari e si articola su Unità Organizzative di Supporto a Genova, Milano e Torino. Diretto da Francesco Cesare Casula dal 2001, dal 1º giugno 2008 l'Istituto è diretto da Luca Codignola Bo.

## Linee di ricerca
Attualmente le attività dell'ISEM si articolano secondo cinque linee di ricerca:
- formazione dell'identità culturale dei paesi europei del bacino del Mediterraneo dal punto di vista privilegiato della penisola italiana e delle sue isole, in un ambito cronologico che va dal Medioevo all'età contemporanea.
- rapporti e le influenze reciproche intercorrenti tra i paesi dell'Europa mediterranea e loro proiezione al di fuori del Mediterraneo, verso il Mar Nero e oltre lo stretto di Gibilterra, sulle due sponde del mondo atlantico.
- mobilità e migrazione umana, in un contesto di continui scambi materiali e ideologici, fenomeni i quali hanno reso possibile l'intensa rete di rapporti che ha caratterizzato le comunità e gli stati che gravitano intorno al bacino del Mediterraneo anche nella loro proiezione atlantica in direzione delle Americhe.
- creazione di strumenti conoscitivi che aiutino l'Italia a interpretare e assolvere la sua naturale funzione di cerniera tra l'Europa e i paesi di cultura non europea che si affacciano sulla sponda opposta del mare Mediterraneo.
- pubblicazione ed edizione, anche in forma digitale, delle fonti documentarie, archivistiche, cartografiche, iconografiche, statistiche e letterarie relative alla storia e alla cultura dell'Europa mediterranea, con particolare riferimento alla penisola italiana.

## RiMe
RiMe è la rivista online dell'Istituto di storia dell'Europa mediterranea. È nata nel 2008 e ha cadenza semestrale, il primo numero è uscito nel dicembre 2008.
La rivista pubblica contributi scientifici nell'ambito delle linee di ricerca dell'Istituto. Tutti i testi proposti per la pubblicazione sono sottoposti alla lettura di lettori anonimi.